# Internationale Fernmeldeunion

ITU-Regionen
Region 1
Region 2
Region 3

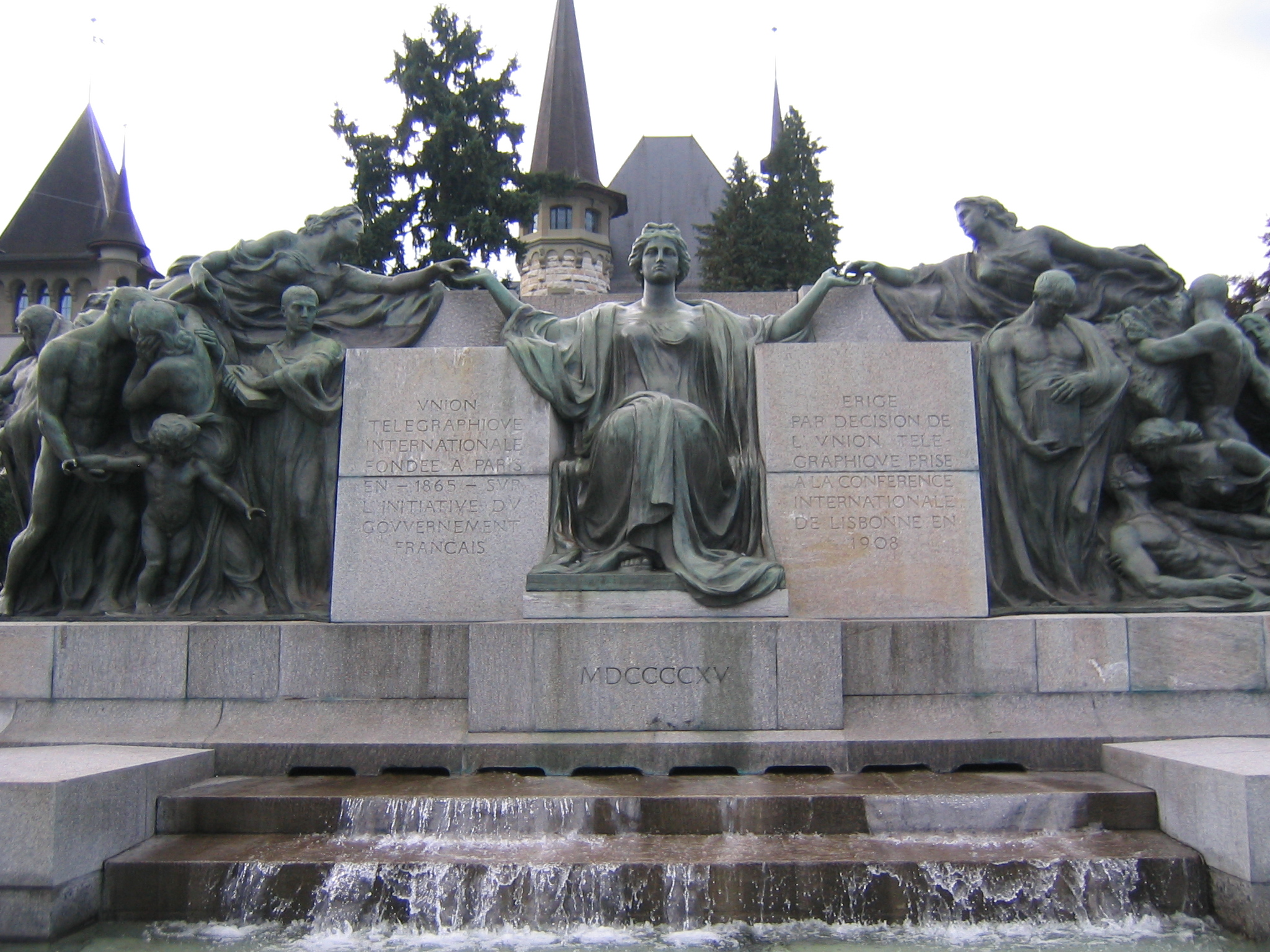
Welttelegrafen-Denkmal in Bern, Schweiz, mit folgendem Text auf den Tafeln:
„Union Télégraphique Internationale fondée à Paris en 1865 sur l’initiative du gouvernement français. Érigé par décision de l’Union Télégraphique prise à la conférence internationale de Lisbonne en 1908.“
Übersetzung:
„Internationale Fernmeldeunion, 1865 zu Paris auf Anregung der französischen Regierung gegründet. Errichtet gemäß Beschluss der Fernmeldeunion anlässlich der internationalen Konferenz zu Lissabon 1908.“

Die Internationale Fernmeldeunion (engl. International Telecommunication Union (ITU); spanische und französische Abkürzung UIT; deutsch auch Weltnachrichtenverein) mit Sitz in Genf ist eine Sonderorganisation der Vereinten Nationen und die einzige völkerrechtlich verankerte internationale Organisation, die sich offiziell und weltweit mit technischen Aspekten der Telekommunikation beschäftigt. Sie ist Veranstalter der Weltfunkkonferenz (engl. World Radiocommunication Conference, WRC), die die Vollzugsordnung für den Funkdienst (engl. Radio Regulations, RR) fortschreibt, sowie der Weltweiten Konferenz für internationale Fernmeldedienste (World Conference on International Telecommunications, WCIT), die die Vollzugsordnung für internationale Fernmeldedienste (engl. International Telecommunication Regulations, ITR) fortschreibt.
Die ITU bildet zusammen mit der ISO und der IEC für Normung die World Standards Cooperation.

## Geschichte
Die ITU geht zurück auf den am 17. Mai 1865 gegründeten Internationalen Telegraphenverein und ist damit – nach der Zentralkommission für die Rheinschifffahrt (gegründet 1815) und dem Internationalen Komitee vom Roten Kreuz (1863 gegründet) – die drittälteste heute noch bestehende internationale Organisation. Heute hat sie als UN-Sonderorganisation 191 Mitgliedstaaten. Ihr Gründungstag wurde von 1969 bis 2006 jährlich als Weltfernmeldetag oder Weltkommunikationstag (englisch World Telecommunication Day) gewürdigt. Nachdem die Generalversammlung der Vereinten Nationen im März 2006 beschlossen hatte, den 17. Mai ebenfalls als Welttag der Informationsgesellschaft (World Information Society Day) zu begehen, beschloss im November 2006 die Konferenz der Regierungsbevollmächtigten bei der ITU, fortan den 17. Mai als Welttag der Kommunikation und der Informationsgesellschaft (World Telecommunication and Information Society Day, WTISD) zu feiern.

## Ziele
Die Ziele der ITU sind Abstimmung und Förderung der internationalen Zusammenarbeit im Nachrichtenwesen durch:
- Internationale Regelungen für die Nutzung von Frequenzen
- Internationale Zuweisung und Registrierung von Sende- und Empfangsfrequenzen
- Internationale Zuweisung von Rufzeichenblöcken, das ITU-Präfix
- Koordinierung der Entwicklung von Telekommunikationsanlagen
- Koordinierung von Bemühungen zur Störungsbearbeitung im internationalen Funkverkehr
- Vereinbarungen von Leistungsgarantien und Gebühren

In ihrem Rahmen arbeiten Staatsregierungen, Unternehmen des privaten Sektors, sowie weitere regionale und nationale Organisationen zusammen. Grundlage der ITU ist die Konstitution und Konvention der Internationalen Fernmeldeunion (Genf 1992), die Aufgaben, Rechte und Pflichten der ITU-Organe festlegt.
Die Amts- und Arbeitssprachen der ITU sind Arabisch, Chinesisch, Englisch, Französisch, Russisch und Spanisch, wobei in Streit- oder Zweifelsfällen der französische Wortlaut maßgebend ist. Entsprechend hat die Union auch sechs verschiedene Namen, unter denen sie Dokumente veröffentlicht.
Die übergeordneten Gremien der ITU, die Plenipotentiary Conference und die World Conference bearbeiten allgemeine Prinzipien und generelle Konventionen. Die Studiengruppen der ITU hingegen leisten die eigentliche Arbeit: Sie bearbeiten technische Fragestellungen, die sie in regelmäßigen Sitzungen diskutieren. Die Ergebnisse werden als Empfehlungen (Recommendations) veröffentlicht und haben erst durch die Übernahme durch normative Organisationen wie der ISO, ANSI oder ETSI oder durch nationale Regulierungsbehörden wie der Bundesnetzagentur in Deutschland den Charakter von Normen. Die Zusammenarbeit der ITU-T mit Foren und Konsortien wird insbesondere in den Empfehlungen A.4, A.5, A.6 und A.23 (zusammen mit A.23, Annex A) geregelt.
Die ITU organisiert die Fachmessen ITU Telecom, mit Weltmessen seit 1971 und Regionalmessen in Asien, Afrika und Lateinamerika seit 1985.
Bei der zunehmenden Nutzung des Weltraumes durch staatliche und private Akteure wie SpaceX hat die ITU eine entscheidende Rolle inne. Sie erteilt den jeweiligen Anträgen für neue Erdsatelliten, die über die nationalstaatlichen Vertreter eingereicht werden, die Zulassung.

## Struktur
Die ITU teilt sich auf in
- ITU-D (Telecommunication Development Sector)
- ITU-R (Radiocommunication Sector), früher Comité Consultatif International des Radiocommunications (CCIR)
  - ITU-RRB (Radio Regulations Board), früher International Frequency Registration Board (IFRB)
- ITU-T (Telecommunication Standardization Sector), gegründet am 1. März 1993, früher CCITT

### ITU-R
Der ITU-R-Sektor ist beauftragt über die technischen und betrieblichen Fragen, speziell Funkkommunikation betreffend, Studien durchzuführen und Empfehlungen zu erlassen, ohne Beschränkungen hinsichtlich der Frequenzbereiche. Dabei umfasst die Zuständigkeit dieses Sektors die Bereiche Weltraumfunkdienste, terrestrische Funkdienste und die Vollzugsordnung für den Funkdienst (VO-Funk), einschließlich der zugehörigen Studiengruppen.

### ITU-T
Die meisten Standards (streng genommen „Empfehlungen“, englisch „recommendations“) werden innerhalb der ITU von der ITU‑T (Telecommunication Standardization Sector) verabschiedet. Diese Empfehlungen werden im Gegensatz zu nationalen Normen wie DIN, RS oder ANSI weltweit anerkannt.
Die Bereiche der ITU-T sind:
- A Organization of the work of ITU-T
- B Means of expression: definitions, symbols, classification
- C General telecommunication statistics
- D General tariff principles
- E Overall network operation, telephone service, service operation and human factors
- F Non-telephone telecommunication services
- G Transmission systems and media, digital systems and networks
- H Audiovisual and multimedia systems
- I Integrated services digital network
- J Cable networks and transmission of television, sound programme and other multimedia signals
- K Protection against interference
- L Construction, installation and protection of cables and other elements of outside plant
- M TMN and network maintenance: international transmission systems, telephone circuits, telegraphy, facsimile and leased circuits
- N Maintenance: international sound programme and television transmission circuits
- O Specifications of measuring equipment
- P Telephone transmission quality, telephone installations, local line networks
- Q Switching and signalling
- R Telegraph transmission
- S Telegraph services terminal equipment
- T Terminals for telematic services
- U Telegraph switching
- V Data communication over the telephone network
- X Data networks and open system communications
- Y Global information infrastructure and Internet protocol aspects
- Z Languages and general software aspects for telecommunication systems

Empfehlungen sind mit einem Buchstaben für den Bereich, einem Punkt und einer Nummer gekennzeichnet. Ähnliche Versionen werden z. B. durch ein nachgestelltes „bis“ oder „ter“ gekennzeichnet. Bekannte Beispiele für ITU-T-Empfehlungen sind V.24 (Schnittstellenleitungen für die Datenübertragung), JPEG (Bildkompression), H.264 (Videokompression) oder E.164 (internationales Telefonnummernschema).
Diese Empfehlungen wurden ursprünglich jeweils nach Ende einer Studienperiode (im Rhythmus von vier Jahren) in einzelnen Bänden geordnet nach Themen und Zuordnung zu Studiengruppen veröffentlicht; alle Bände hatten jeweils die gleiche Farbe. Der inoffizielle Sprachgebrauch benutzt deshalb die Begriffe „Yellow Book“ (1972–1976), „Orange Book“ (1976–1980), „Red Book“ (1981–1984) und „Blue Book“ (1985–1988). Danach wurden die Empfehlungen jeweils einzeln veröffentlicht und zwar frühestens nach zwei aufeinanderfolgenden Plenarsitzungen der zuständigen Studiengruppe (in der Regel neun Monate). Derzeit werden die Empfehlungen entweder nach dem TAP- (Traditional Approval Process) oder dem AAP-Verfahren (Alternative Approval Process) veröffentlicht. Das TAP-Verfahren (nach zwei aufeinanderfolgenden Plenarsitzungen) wird benutzt, wenn neben technischen zusätzlich regulatorische Aspekte berührt werden. Das AAP-Verfahren wird bei rein technischen Empfehlungen benutzt; eine Veröffentlichung ist dann schon nach vier Wochen (nach der Plenarsitzung der zuständigen Studiengruppe) möglich.

## Direktoren und Generalsekretäre
| Direktoren der ITU       | Direktoren der ITU  | Direktoren der ITU | Direktoren der ITU  |
| Name                     | Beginn der Amtszeit | Ende der Amtszeit  | Land                |
| ------------------------ | ------------------- | ------------------ | ------------------- |
| Louis Curchod            | 1. Januar 1869      | 24. Mai 1872       | Schweiz             |
| Karl Lendi               | 24. Mai 1872        | 12. Januar 1873    | Schweiz             |
| Louis Curchod            | 23. Februar 1873    | 18. Oktober 1889   | Schweiz             |
| August Frey              | 25. Februar 1890    | 28. Juni 1890      | Schweiz             |
| Timotheus Rothen         | 25. November 1890   | 11. Februar 1897   | Schweiz             |
| Emil Frey                | 11. März 1897       | 1. August 1921     | Schweiz             |
| Henri Étienne            | 2. August 1921      | 16. Dezember 1927  | Schweiz             |
| Joseph Raber             | 1. Februar 1928     | 30. Oktober 1934   | Schweiz             |
| Franz von Ernst          | 1. Januar 1935      | 31. Dezember 1949  | Schweiz             |
| Generalsekretäre der ITU |                     |                    |                     |
| Léon Mulatier            | 1. Januar 1950      | 31. Dezember 1953  | Frankreich          |
| Marco Aurelio Andrada    | 1. Januar 1954      | 18. Juni 1958      | Argentinien         |
| Gerald C. Gross          | 1. Januar 1960      | 29. Oktober 1965   | Vereinigte Staaten  |
| Manohar Balaji Sarwate   | 30. Oktober 1965    | 19. Februar 1967   | Indien              |
| Mohamed Ezzedine Mili    | 20. Februar 1967    | 31. Dezember 1982  | Tunesien            |
| Richard E. Butler        | 1. Januar 1983      | 31. Oktober 1989   | Australien          |
| Pekka Tarjanne           | 1. November 1989    | 31. Januar 1999    | Finnland            |
| Yoshio Utsumi            | 1. Februar 1999     | 31. Dezember 2006  | Japan               |
| Hamadoun Touré           | 1. Januar 2007      | 31. Dezember 2014  | Mali                |
| Houlin Zhao              | 1. Januar 2015      | 31. Dezember 2022  | Volksrepublik China |
| Doreen Bogdan-Martin     | 1. Januar 2023      |                    | Vereinigte Staaten  |

### Zeitschriften-Artikel
- c’t: Abkommen über Spam unter der Ägide der ITU?
- c’t: 100 Jahre Frequenzregulierung